# Certenejas
Certenejas es un barrio ubicado en el municipio de Cidra en el Estado Libre Asociado de Puerto Rico. En el Censo de 2010 tenía una población de 6049 habitantes y una densidad poblacional de 663.13 personas por km².

## Geografía
Certenejas se encuentra ubicado en las coordenadas 18°11′31″N 66°7′21″O / 18.19194, -66.12250. Según la Oficina del Censo de los Estados Unidos, Certenejas tiene una superficie total de 9.12 km², de la cual 8.86 km² corresponden a tierra firme y (2.9 %) 0.26 km² es agua.

## Demografía
Según el censo de 2010, había 6049 personas residiendo en Certenejas. La densidad de población era de 663.13 hab./km². De los 6049 habitantes, Certenejas estaba compuesto por el 73.35 % blancos, el 11.34% eran afroamericanos, el 0.31 % eran amerindios, el 0.23 % eran asiáticos, el 9.46 % eran de otras razas y el 5.31 % pertenecían a dos o más razas. Del total de la población el 99.24 % eran hispanos o latinos de cualquier raza.